# NGC 1647
NGC 1647 est un amas ouvert situé dans la constellation du Taureau. Il a été découvert par l'astronome germano-britannique William Herschel en 1784.
NGC 1647 est situé à environ 540 pc (∼1 760 al) du système solaire et les dernières estimations donnent un âge de 144 millions d'années. Le diamètre apparent de l'amas est de 40,0 minutes d'arc, ce qui, compte tenu de la distance, donne un diamètre réel d'environ 20,5 années-lumière.
Selon la classification des amas ouverts de Robert Trumpler, cet amas renferme entre 50 et 100 étoiles (lettre m) dont la concentration est moyenne (II) et dont les magnitudes se répartissent sur un intervalle moyen (le chiffre 2).

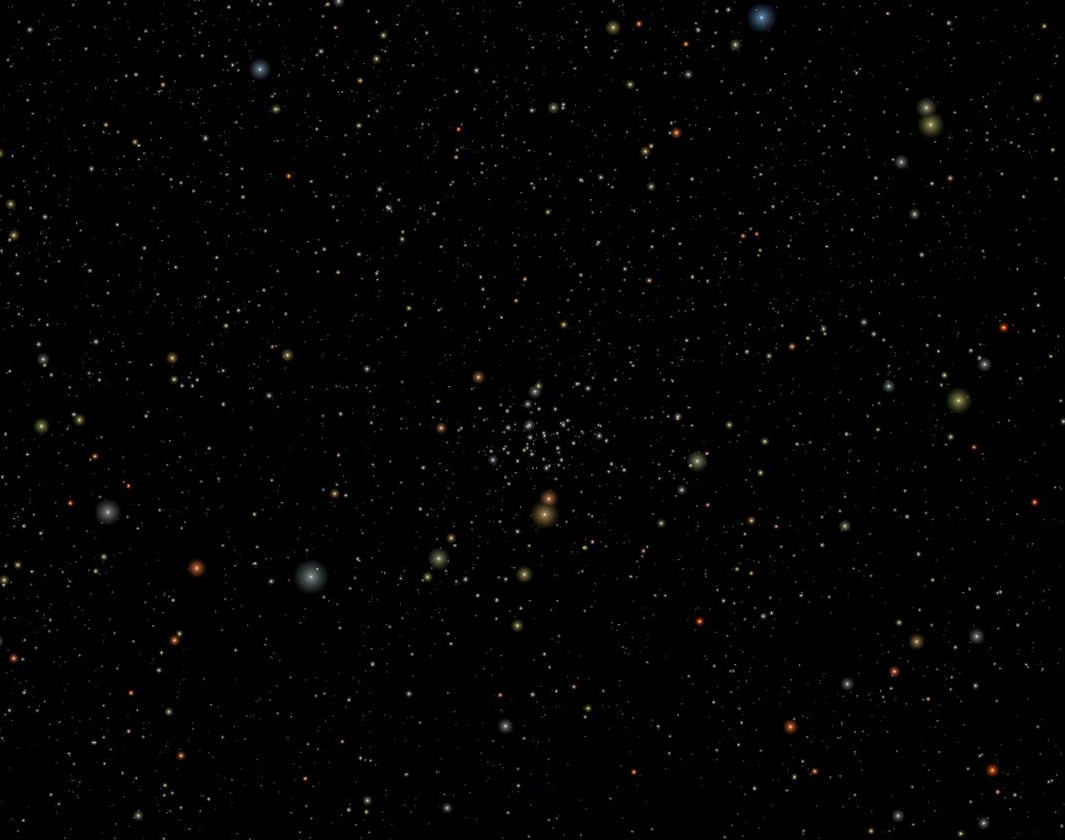
Autre image de NGC 1647.